# Polemologija
Polemologija (tudi spopadoslovje) je vojaška veda, ki se ukvarja s preučevanjem spopadov, bitk, vojn iz obrambološkega, znanstvenega stališča. Tako se ukvarja z opredelitvijo zgoraj naštetih oblik vojskovanja,...